# Berberis polyantha
Berberis polyantha är en berberisväxtart som beskrevs av William Botting Hemsley. Berberis polyantha ingår i släktet berberisar, och familjen berberisväxter. Inga underarter finns listade i Catalogue of Life.